# Бедина Варош
Бедина Варош је насеље у Србији у општини Ивањица у Моравичком округу. Према попису из 2022  било је 1630 (према попису из 1991. било је 1478 становника).
Овде се налазе Крајпуташи из Бедине Вароши (Ивањица).

## Демографија
У насељу Бедина Варош живи 1284 пунолетна становника, а просечна старост становништва износи 35,6 година (34,9 код мушкараца и 36,4 код жена). У насељу има 479 домаћинстава, а просечан број чланова по домаћинству је 3,51.
Ово насеље је великим делом насељено Србима (према попису из 2002. године), а у последња три пописа, примећен је пораст у броју становника.
|  |

| Демографија | Демографија | Демографија |
| Година      | Становника  | Становника  |
| ----------- | ----------- | ----------- |
| 1948.       | 852         |             |
| 1953.       | 945         |             |
| 1961.       | 933         |             |
| 1971.       | 853         |             |
| 1981.       | 1.135       |             |
| 1991.       | 1.478       | 1.476       |
| 2002.       | 1.681       | 1.685       |
| 2011.       | 1.680       |             |
| 2022.       | 1.630       |             |

| Етнички састав према попису из 2002.‍ | Етнички састав према попису из 2002.‍ | Етнички састав према попису из 2002.‍ | Етнички састав према попису из 2002.‍ | Етнички састав према попису из 2002.‍ |
| ------------------------------------ | ------------------------------------ | ------------------------------------ | ------------------------------------ | ------------------------------------ |
|                                      |                                      |                                      |                                      |                                      |
| Срби                                 | Срби                                 |                                      | 1.673                                | 99,52%                               |
| Црногорци                            | Црногорци                            |                                      | 3                                    | 0,17%                                |
| Руси                                 | Руси                                 |                                      | 1                                    | 0,05%                                |
| Муслимани                            | Муслимани                            |                                      | 1                                    | 0,05%                                |
| непознато                            | непознато                            |                                      | 3                                    | 0,17%                                |

| Година пописа     | 1948. | 1953. | 1961. | 1971. | 1981. | 1991. | 2002. |
| ----------------- | ----- | ----- | ----- | ----- | ----- | ----- | ----- |
| Број домаћинстава | 152   | 165   | 196   | 193   | 320   | 405   | 479   |

| Број чланова      | 1  | 2  | 3  | 4   | 5  | 6  | 7  | 8 | 9 | 10 и више | Просек |
| ----------------- | -- | -- | -- | --- | -- | -- | -- | - | - | --------- | ------ |
| Број домаћинстава | 59 | 70 | 84 | 172 | 44 | 31 | 16 | 3 | 0 | 0         | 3,51   |

| Пол    | Укупно | Неожењен/Неудата | Ожењен/Удата | Удовац/Удовица | Разведен/Разведена | Непознато |
| ------ | ------ | ---------------- | ------------ | -------------- | ------------------ | --------- |
| Мушки  | 693    | 226              | 437          | 22             | 8                  | 0         |
| Женски | 673    | 139              | 440          | 85             | 9                  | 0         |
| УКУПНО | 1.366  | 365              | 877          | 107            | 17                 | 0         |

| Пол    | Укупно                    | Пољопривреда, лов и шумарство | Рибарство                            | Вађење руде и камена | Прерађивачка индустрија       |
| ------ | ------------------------- | ----------------------------- | ------------------------------------ | -------------------- | ----------------------------- |
| Мушки  | 396                       | 61                            | 0                                    | 0                    | 186                           |
| Женски | 324                       | 28                            | 0                                    | 0                    | 214                           |
| УКУПНО | 720                       | 89                            | 0                                    | 0                    | 400                           |
| Пол    | Производња и снабдевање   | Грађевинарство                | Трговина                             | Хотели и ресторани   | Саобраћај, складиштење и везе |
| Мушки  | 4                         | 48                            | 28                                   | 15                   | 22                            |
| Женски | 0                         | 0                             | 26                                   | 11                   | 9                             |
| УКУПНО | 4                         | 48                            | 54                                   | 26                   | 31                            |
| Пол    | Финансијско посредовање   | Некретнине                    | Државна управа и одбрана             | Образовање           | Здравствени и социјални рад   |
| Мушки  | 1                         | 0                             | 19                                   | 2                    | 5                             |
| Женски | 0                         | 0                             | 8                                    | 8                    | 11                            |
| УКУПНО | 1                         | 0                             | 27                                   | 10                   | 16                            |
| Пол    | Остале услужне активности | Приватна домаћинства          | Екстериторијалне организације и тела | Непознато            | Непознато                     |
| Мушки  | 4                         | 0                             | 0                                    | 1                    | 1                             |
| Женски | 7                         | 0                             | 0                                    | 2                    | 2                             |
| УКУПНО | 11                        | 0                             | 0                                    | 3                    | 3                             |